# Als Odde
Als Odde är en udde i Danmark. Den ligger i Mariagerfjords kommun i Region Nordjylland, i den norra delen av landet, 180 km nordväst om Köpenhamn. Den ligger vid Mariagerfjordens mynning i Ålborg Bugt. Nära udden finns ett fritidsområde med samma namn.